# Joe Hills sånger
Joe Hills sånger är ett musikalbum av bandet Mora Träsk, med sånger av den svenskamerikanske protestsångaren Joe Hill i svensk översättning. Det gavs ut 1979, i samarbete med Joe Hill-stiftelsen i Gävle med anledning 100-årsfirandet av Joe Hills födelse detta år.

## Låtlista
Sida A
1. "Casey Jones" (Casey Jones - Union Scab) – 2:16
2. "Rebellflickan" (The Rebel Girl) – 3:00
3. "Svarta präster" (The Preacher and the Slave) – 3:10
4. "Slavinnan" (The White Slave) – 4:11
5. "Räkna noga" (Coffee An') – 3:35
6. "Halleluja gå och driv" (Hallelujah I'm a Bum) – 5:15

Sida B
1. "Vi ska sjunga" (We Will Sing One Song) – 4:18
2. "Luffaren" (Tramp Tramp Tramp) – 2:38
3. "Ta-ra-ra-bom-ta-ra" (Ta-Ra-Ra-Bom Der-E) – 3:21
4. "Det är kraft i vårt förbund" (There Is Power in a Union) – 3:30
5. "Om jag någonsin ska strida" (Should I Ever Be a Soldier) – 3:15
6. "Mitt testamente" (Joe Hill's Last Will) – 1:30
7. "Balladen om Joe Hill" (Joe Hill) – 3:40